# 安德烈·馬特爾
安德烈·A·「安迪」·馬特爾（英語：Andre A. "Andy" Martel；1946年12月16日—2016年12月22日），是美國的共和黨政治人物，前新罕布什尔州参议院與众议院議員。

## 生平
馬特爾於新罕布什爾州曼徹斯特出生，1964年和1971年分別於布拉德利主教高中和新罕布什爾學院畢業；其後他亦於爱默生学院、维斯理学院、康奈尔大学及普林斯顿大学獲得學位，並在不同業務中擔任總經理和審計師。
1998年至2002年間，他以共和黨黨籍當選為新罕布什尔州众议院第四十五選區代表議員，之後轉戰参议院，並當選為第十八選區議員，但在2006年連任失敗。直到2012年，他成功重返州众议院，擔任希爾斯伯勒第四十四選區議員，至2016年12月22日在曼徹斯特的天主教醫療中心逝世。